# Bemerkungen einer Reise im Russischen Reich im Jahre 1772
Bemerkungen einer Reise im Russischen Reich im Jahre 1772 (abreviado Bemerk. Reise Russ. Reich) es un libro ilustrado con descripciones botánicas que fue escrito por el químico, zoólogo, geógrafo y naturalista alemán Johann Gottlieb Georgi y editado en dos volúmenes el año 1775.